# Spálava (Železné hory)
Spálava (663 metrů nad mořem) je po Vestci druhý nejvyšší vrchol Železných hor. Nachází se asi 600 metrů severně od osady Spálava. Samotný vrchol je plochý a travnatý, výhledy jsou především na sever do centrální části Železných hor. Ve středověku návrší sloužilo jako strážní místo na Libické stezce, která spojovala Čechy s Moravou. První zmínka o něm pochází z let 1146–1148. V 19. století stávala na vrcholu dřevěná rozhledna. 
Okolo vrcholu vede žlutě značená turistická trasa mezi Velkou Stříteží a Chloumkem.